# Philonotis le-testui
Philonotis le-testui là một loài rêu trong họ Bartramiaceae. Loài này được P. de la Varde D.G. Griffin & W.R. Buck mô tả khoa học đầu tiên năm 1989.